# باسيانوفسكيي (سفيردلوفسك)
باسيانوفسكيي (بالروسية: Басьяновский) هي مدينة في مقاطعة سفيردلوفسك أوبلاست في روسيا.